# Falk Balzer
Falk Balzer (* 14. Dezember 1973 in Leipzig) ist ein deutscher Leichtathlet. Er gewann Silber über 110 Meter Hürden bei den Europameisterschaften 1998 und Bronze über 60 Meter Hürden bei den Hallenweltmeisterschaften 1999.

## Sportliche Laufbahn
Falk Balzer begann seine sportliche Laufbahn als Schwimmer im Alter von 7 Jahren in Dresden. 1986 beendete er diese Laufbahn und trainierte zweimal in der Woche bei der TU Dresden Leichtathletik. Eine Aufnahme an eine Kinder- und Jugendsportschule blieb ihm aufgrund einer Scheuermann-Krankheit im Lendenwirbel untersagt. Als seine Eltern 1987 nach Karl-Marx-Stadt versetzt wurden, wurde Falk Balzer unter der Auflage an die Kinder- und Jugendsportschule delegiert, dass er von seinem Vater Karl-Heinz Balzer trainiert wird. Bei der letzten Kinder – und Jugendspartakiade der DDR 1989 war Falk Balzer erstmals über 110 Meter Hürden erfolgreich und belegte den 3. Platz. 1992 qualifizierte er sich für die Juniorenweltmeisterschaften. Er musste jedoch aufgrund eines doppelten Bänderisses im Sprunggelenk verletzt abreisen.
Falk Balzer wurde 1995 Deutscher Hochschulmeister und Sechster bei der Universiade, wo er auch in der 4-mal-400-Meter-Staffel zum Einsatz kam. Bei den Deutschen Meisterschaften 1997 kam er auf Platz drei und qualifizierte sich für die Weltmeisterschaften in Athen, wo er im Halbfinale ausschied. Im Jahr darauf wurde Balzer, jetzt Sportsoldat, sowohl in der Halle als auch im Freien Deutscher Meister und gewann beim Weltcup in Johannesburg. Bei den Europameisterschaften in Budapest wurde er Vizeeuropameister und belegte den 2. Platz beim Europacup.
1998 verbesserte Falk Balzer den bis dato 13 Jahre alten deutschen Rekord über 60 Meter Hürden von 7,48 s auf 7,47 s.
1999 gewann Balzer bei den Hallenweltmeisterschaften in Maebashi die Bronzemedaille in 7,44 s. Er ist der bisher einzige deutsche Hürdensprinter, der bei Hallenweltmeisterschaften über 60 Meter Hürden eine Medaille errang. Am 29. Januar 1999 verbesserte er in Chemnitz seinen eigenen deutschen Rekord über 60 Meter Hürden von 7,47 s auf 7,41 s. In der Freiluftsaison wurde er Fünfter bei den Weltmeisterschaften in Sevilla und Sieger beim Europacup.
Im Jahr 2000 hatte er mit dem Hürdensprinter Claude Edorh nach dem Finale der Deutschen Meisterschaften in Braunschweig im Ziel eine Meinungsverschiedenheit. Es bestand der Verdacht, das sich Falk Balzer zu rassistischen Äußerungen hatte hinreißen lassen, welche sich nicht bestätigten. Daraufhin wurde er vom DLV erst in der letzten Runde für die Olympischen Spiele in Sydney nominiert. Bei den Spielen in Australien erreichte Balzer das Halbfinale. Beim Europacup konnte er seinen Sieg vom Vorjahr wiederholen.
2001 wurde Falk Balzer positiv im Training auf Nandrolon getestet. Falk Balzer bestritt jemals Steroide genommen zu haben. Unterschiede in der Harndichte, der Urinmenge und des pH-Wertes von abgegebener und untersuchter Urinprobe gab Falk Balzer als Indiz für seine Unschuld an. Die Sperre des DLV für zwei Jahre wurde 2003 vom Oberlandesgericht Dresden mit Beschluss vom 18. Dezember 2003 (W 0350/03Kart) als rechtmäßig erkannt, in Hinsicht auf die Zuständigkeit des DLV, da Balzer im Jahre 2001 keine Athletenvereinbarung unterschrieben hatte.
2003 gab er sein Comeback bekannt, ohne zu wissen, dass er sich mit dem Epstein-Barr-Virus infiziert hatte. Bei den Deutschen Meisterschaften wurde er Vizemeister. Im Jahr darauf riss sich Balzer bei einem Sturz an der neunten Hürde im Vorlauf in Cuxhaven die rechte Achillessehne ein. Trotz des Einrisses lief er in Lausanne noch 13,61 s. Bei den Deutschen Meisterschaften in Braunschweig riss dann eine Woche später die Achillessehne komplett.

## Trainerlaufbahn
Von Oktober 2016 bis 2017 war Falk Balzer Trainer der zweifachen Weltmeisterin über 400 Meter Hürden Zuzana Hejnová. Unter seiner Leitung gewann sie bei den Halleneuropameisterschaften 2017 über 400 Meter Silber. Falk Balzer ist Trainer der Sprinterin Tiffany Eidner. Eidner wurde 2018 Deutsche Vizemeisterin über 100 Meter in der U23 und belegte 2019 den dritten Platz über 200 Meter bei den Deutschen Hallenmeisterschaften. Seit Anfang Oktober 2018 trainieren Erik Balnuweit und Georg Fleischhauer bei ihm.

## Leben
Falk Balzer hat die Schule mit dem Abitur abgeschlossen. Er ist der Sohn von Karin Balzer, der ehemaligen Hürdensprinterin und Olympiasiegerin der Olympischen Spiele von 1964 in Tokio sowie Olympiadritten der Olympischen Spiele 1972 in München, und wurde auch von ihr und seinem Vater Karl-Heinz Balzer trainiert.
Von 1994 bis 1997 studierte Balzer Philosophie und Psychologie, anschließend bis 2004 Germanistik und Geschichte. Er schloss beides mit Magister ab. Zudem wählte er als Nebenfach von 1999 bis 2003 die Rechtswissenschaften. Während des Studiums diente er von 1997 bis 2000 als Sportsoldat in der Bundeswehr Sportfördergruppe Frankenberg. In seinem letzten Dienstjahr erhielt er das Ehrenkreuz der Bundeswehr in Silber.

## Erfolge
- 1989: 3. Platz DDR Spartakiade
- 1993: U23-Europacup-Sieger
- 1995: 5. Platz Universiade
- 1996: Deutscher Hallenmeister, 4. Platz
- 1997: 6. Platz Hallenweltmeisterschaften, 3. Platz Deutsche Meisterschaften, Teilnahme Weltmeisterschaften (Im Halbfinale ausgeschieden)
- 1998: Deutscher Hallenmeister, Deutscher Meister, 2. Platz Europacup, Vizeeuropameister, Weltcup-Sieger
- 1999: 3. Platz Hallenweltmeisterschaften, Europacup-Sieger, Vizemilitärweltmeister, 5. Platz Weltmeisterschaften
- 2000: Deutscher Hallenmeister, 5. Platz Halleneuropameisterschaften, Europacup-Sieger, 3. Platz Deutsche Meisterschaften, Teilnahme Olympische Spiele (Im Halbfinale ausgeschieden)
- 2003: Deutscher Vizemeister
- 2008: 4. Platz Deutsche Meisterschaften
- 2011: 5. Platz Deutsche Hallenmeisterschaften

## Persönliche Bestleistungen
- 60 Meter Hürden (Halle): 7,41 s (deutscher Hallenrekord), 29. Januar 1999 in Chemnitz, Deutschland
- 110 Meter Hürden: 13,10 s, 13. September 1998 in Johannesburg, Südafrika

Am 7. Februar 1999 lief Falk Balzer beim Stuttgarter Hallenmeeting die 60 Meter Hürden in 7,34 s, nur vier Hundertstelsekunden über dem Hallenweltrekord. Unmittelbar nach dem Lauf annullierte er selber diesen, da er von einem eigenen Fehlstart ausging. Das Startgericht jedoch gab den Lauf und damit den Rekord gültig. Nach fast 2 Stunden annullierte letztendlich eine IAAF Jury den ganzen Lauf, da einerseits ein Fehlstartkontrollgerät fehlte und andererseits die Videoaufzeichnung zeigte, das neben Falk Balzer auch andere Teilnehmer dieses Laufes zu früh starteten. Dennoch war Falk Balzer in der Lage, zu diesem Zeitpunkt unter 7,40 s zu laufen, was anhaltende Rückenprobleme verhinderten.

## Leistungsentwicklung
| Jahr | 60 Meter Hürden (Halle) (in s) | 110 Meter Hürden (in s)       |
| ---- | ------------------------------ | ----------------------------- |
| 1992 | 8,04                           | 14,17                         |
| 1993 | 7,86                           | 13,96                         |
| 1994 | 7,72                           | 13,76                         |
| 1995 | 7,68                           | 13,47                         |
| 1996 | 7,53                           | 13,34                         |
| 1997 | 7,57                           | 13,31                         |
| 1998 | 7,47                           | 13,10                         |
| 1999 | 7,41                           | 13,21                         |
| 2000 | 7,51                           | 13,19                         |
| 2001 | 7,54                           | Dopingsperre                  |
| 2002 | Dopingsperre                   | Dopingsperre                  |
| 2003 | 7,77                           | 13,58                         |
| 2004 | 7,72                           | 13,61                         |
| 2005 | verletzt (Achillessehnenriss)  | verletzt (Achillessehnenriss) |
| 2006 | 7,86                           | 13,94                         |